# Sanshi Imai
Sanshi Imai (今井 三子, Imai Sanshi), né le 20 février 1900 – décédé le 9 janvier 1976, est un mycologue japonais de l'université impériale de Hokkaido

## Taxons éponymes
- Clitocybe imaiana
- Imaia (en)
- Imaia gigantea
- Lactarius imaianus
- Stropharia imaiana

## Publications (liste partielle)
- Sanshi Imai (1929) On the Clavariaceae of Japan: I. Transactions of the Sapporo Natural History Society vol. 11, no 1, pp. 38–45.
- Sanshi Imai (1930) On the Clavariaceae of Japan: II. Transactions of the Sapporo Natural History Society vol. 11, no 2, pp. 70–77.
- Sanshi Imai (1931) On the Clavariaceae of Japan: III. The species of Clavaria found in Hokkaido and Southern Saghalien. Transactions of the Sapporo Natural History Society, vol. 12, no 1, pp. 9–12.
- Sanshi Imai (1932) Contributions to the knowledge of the classification of the Helvellaceae. Botanical Magazine (Tokyo) 46:544, pp. 172–175.
- Sanshi Imai (1932) Studies on the Hypocreaceae of Japan: I. Podostroma. Transactions of the Sapporo Natural History Society vol. 12, pp. 114–118.
- Sanshi Imai (1933) Studies on the Agaricaceae of Japan: I. Volvate Agarics in Hokkaido. Botanical Magazine (Tokyo) Vol. 47, no 558, pp. 423–432.